# XRISM
XRISM (celým názvem X-Ray Imaging and Spectroscopy Mission, japonsky X線分光撮像衛星, X-sen bunkó sacuzó eisei), dříve nazýváno X-ray Astronomy Recovery Mission (XARM), je partnerská vesmírná mise rentgenového vesmírného teleskopu, který vznikl ve spolupráci Japonské agentury pro výzkum vesmíru (JAXA) a americké NASA. Mise dalekohledu nové generace v oblasti rentgenové astronomie má přinést průlomové poznatky ve studiu formování struktury vesmíru, výtoků z jader galaxií, temné hmoty aj. JAXA vypustila XRISM dne 6. září 2023 v čase 23:42 UTC pomocí nosné rakety H-IIA z Kosmického centra Tanegašima a ještě téhož dne byl XRISM úspěšně naveden na oběžnou dráhu Země. Součástí mise je také modul s lunárním vozidlem SLIM, který pokračuje ve své několikaměsíční cestě k Měsíci.